# Louis-Félix Dubois-Dufer
Louis Félix François Dubois-Dufer est un homme politique français né le 4 octobre 1787 à Murat (Cantal) et mort le 27 juillet 1874 au même lieu.

## Biographie
Avocat, il est député du Cantal en 1815 pendant les Cent-Jours, il devient ensuite président du tribunal de Murat et prend sa retraite en 1858.

## Sources
- « Louis-Félix Dubois-Dufer », dans Adolphe Robert et Gaston Cougny, Dictionnaire des parlementaires français, Edgar Bourloton, 1889-1891 [détail de l’édition]